# Gouvernement de Burlet
Royaume de Belgique
Beernaert de Smet de Naeyer I
Le gouvernement de Burlet est un gouvernement catholique qui gouverna la Belgique du 26 mars 1894 jusqu'au 25 février 1896.  Le chef du gouvernement, Jules de Burlet est  également Ministre de l'intérieur. 
Ce gouvernement mène la première tentative de reprise du Congo de Léopold II par l'État belge. Le Roi accepte dans un premier temps mais parvient finalement à convaincre le gouvernement d'y renoncer et d'abandonner le droit de regard de la Belgique sur les activités financières du Congo.

## Composition
| Ministère                                                | Nom                       | Parti               |
| -------------------------------------------------------- | ------------------------- | ------------------- |
| Ministre des affaires étrangères                         | Henri de Merode-Westerloo | Parti catholique    |
| Ministre de l'intérieur                                  | Jules de Burlet           | Parti catholique    |
| Ministre de la justice                                   | Victor Begerem            | Parti catholique    |
| Ministre des finances                                    | Paul de Smet de Naeyer    | Parti catholique    |
| Ministre de l'agriculture et des travaux publics         | Léon de Bruyn             | Parti catholique    |
| Ministre des chemins de fer, des postes et du télégraphe | Jules Vandenpeereboom     | Parti catholique    |
| Ministre de la guerre                                    | Jacques-Joseph Brassine   | Extra-parlementaire |

## Remaniements
- 25 mai 1895
  - Henri de Merode-Westerloo démissionne comme ministre des Affaires étrangères à la suite de son refus d'abandonner la reprise du Congo par l'État belge. Il est remplacé par Jules de Burlet.
  - Jules de Burlet démissionne comme ministre de l'intérieur et est remplacé par François Schollaert
  - Albert Nyssens est nommé ministre de l'industrie et du travail
- 11 janvier 1896
  - Jules de Burlet démissionne comme ministre des affaires étrangères et est remplacé ad interim par  Jacques-Joseph Brassine, ministre de la guerre (extra-parlementaire).